# ガチャ王
『ガチャ王』（-おう）は、1996年にバンプレストから発売されたプライズゲーム。
正式名称は「1/100 目押しの鉄人 ガチャ王」。TVCMなどでは「1/100」の部分は発音されていなかった。

## 概要
天地方向に伸びた10本の円筒が左右に並んでおり、それぞれの中に景品が積まれている。円筒の前には大きな電球があり、その各々の間を埋めるように小さな電球が3つずつ並んでいる。
100円玉を入れるとゲーム開始。電球が1つのみ点灯しており、この点灯がルーレットのように左右いずれかに動く。左右端の電球に達すると移動方向は折り返す。ボタンを押すとルーレットが停止し、大きな電球が点灯しているとそれに対応した円筒の最下にある景品が排出される。小さな電球で止まるとはずれである。
開始後一定時間ボタンを押さないと、押下を促すメッセージが流れる。それでも押さずにいると、はずれの電球で勝手に止まる。
筐体内蔵基板にはPCM音源を搭載し、当時のサウンド開発部署オリジナルのSE,BGMに加え、プロ声優によるガイド音声も出力される。
景品には、上側が半球状のカプセルに収まった専用のものを用いる。景品は小型のフィギュア、キーホルダー、バッジなどがあった。
カプセル本体は透明で中身が見えるようになっているものが大半である。なお、シークレットとして不透明なカプセルを使用した景品もあった。底面部分が外せるようになっており、多くの場合は蓋として機能している。景品によってはフィギュアの台座や、アクション動作・発声・効果音などのギミック部分を兼ねる。
景品をストックする場所や排出機構の関係から、使用できる景品の形状が限られ、専用カプセルに入った景品以外は事実上使用できない。専用景品を発売したのはマシンの発売元のバンプレストのみ。同社も2023年現在では専用景品を供給しておらず、それ以降も専用景品は発売されていない。供給が途絶えた具体的な時期は不明。
後継機種として「ガチャ王2」がある。景品や基本的な遊び方は同一で、ラッキーチャンスが追加された。これはまれに発生し、連続した3つの電球が点灯した状態で遊ぶことが出来る。